# Lewesova bomba
Lewesova bomba je bila ročna zažigalna bomba, ki jo je izumil Jock Lewes, operativec SAS, med drugo svetovno vojno.
Primarna tarča SAS so bili parkirana sovražnikova letala na letališčih, zato so potrebovali učinkovito orožje, ki bi popolnoma uničilo le-ta. Navadne ročne bombe in pehotno orožje niso bili dovolj učinkoviti, saj so potrebovali preveč časa za uničenje, pri čemer so izgubili element presenečenja zaradi trušča.
Tako je Lewes skonstruiral bombo, ki je vsebovala pol kilograma plastičnega eksploziva, ki je bil dan v mešanico termita in starega motornega olja. Bombo sta vžgala časovni svinčnik in detonator, ki sta se na bombo pritrdila šele na koncu.
Operativci SAS so se tako lahko neslišno približali sovražnikovim letalom, pritrdili bombe na krila, aktivirali časovne vžigalnike (10 minut do uri), jih vstavili v bombo in zapustili prizorišče. Ko se je bomba aktivirala, je naprej povzročila eksplozijo plastičnega eksploziva, nato pa še letalskega goriva v krilih.